# Pycnothele
Pycnothele là một chi nhện trong họ Nemesiidae.
Pycnothele được miêu tả năm 1917 bởi Chamberlin.

## Các loài
Pycnothele có các loài sau:
- Pycnothele auronitens (Keyserling, 1891)
- Pycnothele modesta (Schiapelli & Gerschman, 1942)
- Pycnothele perdita Chamberlin, 1917
- Pycnothele piracicabensis (Piza, 1938)
- Pycnothele singularis (Mello-Leitão, 1934)